# Limpador de língua

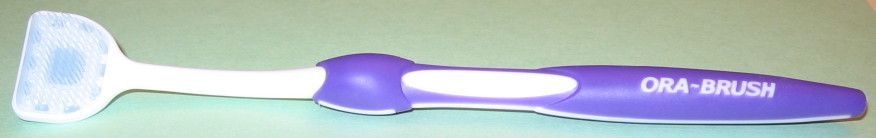
Um dos inúmeros modelos de limpadores de línguas.

Limpador de língua - é um instrumento de higiene bucal desenhado especificamente para a limpeza da língua. Seu uso é importante no combate da halitose (mau hálito), uma vez que a maioria das bactérias orais, especialmente as associadas aos Compostos Sulfurados Voláteis (CSV), habita a língua e tais aparelhos são capazes de remover a saburra lingual, ou seja, a placa esbranquiçada que recobre a superfície da língua.